# Fuzzy
Jens Vilhelm Pedersen, bedre kendt under kunstnernavnet Fuzzy (født 23. februar 1939, død 13. oktober 2022) var en dansk komponist og musiker.
Hans virke spændte vidt, fra jazz over partiturmusik, film- og teatermusik til eksperimenterende elektronisk musik. Han bevægede sig ubesværet mellem det populære og pædagogiske (som fx tv-programmet "Fuzzys værksted" for børn) og det avantgardistiske udtryk, som fylder de fleste af hans værker, og han er derfor svær at sætte i bås.

## Udvalgte værker
- 1969: Scratch (for sangere, skuespiller, musikere og elektronik)
- 1976: Dødsfuga. Musik til Eske Holm og Pakhus 13´s danseforestilling af samme navn.
- 1983: Narrskeppet (Kollektiv komposition (1983 - 97) som medlem af "Nya Kulturkvartetten")
- 1985: Tanne. Musik til Warren Spears og Dansk Danseteaters ballet om Karen Blixen
- 2001: Katalog (Akusmatisk installation i 52 dele i Den Sorte Diamant; ugens del afspilles hver dag kl. 13.00)
- 2001: Heksemutter Mortensen og den fede kalkun. Opera til tekst af Rune T. Kidde
- 2005: Rejsekammeraten for fortæller og symfoniorkester. Over H.C.Andersens eventyr af samme navn
- 2019: Underjordiske klange og tilstande ( Komponeret til opførelse i Cisternerne 7. oktober 2019)

## Udvalgt musik til film og tv
- Ang.: Lone (1970)
- Smil mand! (1972)
- Acht Stunden sind kein Tag (1972)
- Aladdin eller den forunderlige lampe (1975)
- Ta' det som en mand, frue! (1975)
- Den dobbelte mand (1976)
- Blind makker (1976)
- Honning måne (1978)
- En by i provinsen (1977-1980)
- Undskyld vi er her (1980)
- Maj (1982)
- Udenrigskorrespondenten (1983)
- Tukuma (1984)
- Samson og Sally (1984)
- Bogart (1985-2002)
- Strit og Stumme (1987)
- Dansen med Regitze (1989)
- Fuglekrigen i Kanøfleskoven (1990)
- Snøvsen (1992)
- Snøvsen Ta'r Springet (1994)
- "Andersens julehemmelighed (1993)
- Bryggeren (1996)
- H.C. Andersen og den skæve skygge (1998)
- Her i nærheden (2000)
- Asylbarn, Tefik (2014)
- Højt Skum (2015)
- Der Müde Tod (2017)

## Udvalgt musik til teater
- Thiresias Bryster. (Apollinaire) Studenterscenen 1963
- Duefesten (Halldór Laxness) Århus Teater 1972
- Mordernes nat. (Arrabal) Det Kgl. Teater 1971
- Optimismen/Candide (Kaj Nissen/Voltaire) Stadsteatern Stockholm 1975
- Peer Gynt (Ibsen) Århus Teater 1977
- Fyrtøjet (Asger Pedersen/H.C.Andersen) Ålborg Teater 1977
- Hamlet (Shakespeare) Det kongelige Teater 1982
- Kristihimmelfartsfesten (Elsa Gress) 1983
- Frihedens maske (Heiner Müller) 1985
- Frændeløs (Jesper Jensen/Per Schulz) 1988
- Greven af Monte Christo (Dumas/Ljungdahl) 1990
- De fortabte spillemænd (Heinesen/Ljungdahl) Norden Hus/Færøerne 1993
- Hvis alle danskere (Yevgeny Yevtushenko) Cafeteateret 1996
- Den komiske illusionen (Corneille) Cirkusbygningen Malmø 1999
- Personkreds 3 (Lars Norén) Århus Teater 2005
- De betaler vi betaler ikke Gladsaxe Ny Teater 2009
- Glasmenageriet (Tennesee Williams) Folketeateret 2014
- Et dukkehjem (Ibsen) Vendsyssel Teater 2019